# Marco Fertonani
Marco Fertonani (* 8. Juli 1976 in Genua) ist ein ehemaliger italienischer Radrennfahrer.
Marco Fertonani begann seine Profikarriere 2002 bei dem Schweizer Mannschaft Phonak Hearing Systems, für das er drei Jahre lang fuhr. In seinem letzten Jahr gewann der gute Kletterer eine Etappe der Tour of Qinghai Lake. In der Saison 2005 fuhr er bei dem italienischen Radsportteam Domina Vacanze. Er zeigte sich stark bei der Tour de Romandie und wurde Fünfter im Gesamtklassement. Ab 2006 fuhr er für den spanischen ProTeam Caisse d’Epargne. Bei der Vuelta a Castilla y León 2006 gewann er die vierte Etappe. Dreimal bestritt er zwischen 2004 und 2006 den Giro d’Italia.
Bei der Mittelmeer-Rundfahrt 2007, die Fertonani als Vierte beendete, wurde er positiv auf Testosteron getestet und für zwei Jahre wegen Dopings gesperrt. Aus dieser Zwangspause kehrte er nicht in den Radsport zurück und beendete seine Laufbahn.

## Teams
- 2002–2004 Phonak Hearing Systems
- 2005 Domina Vacanze
- 2006–2007 Caisse d’Epargne